# São João da Canabrava
São João da Canabrava là một đô thị thuộc bang Piauí, Brasil. Đô thị này có diện tích 470,954 km², dân số năm 2007 là 4261 người, mật độ 9,05 người/km².